# Агустін Урсі
Агустін Урсі (ісп. Agustín Urzi, нар. 4 травня 2000, Ломас-де-Самора) — аргентинський футболіст, нападник клубу «Банфілд».

## Ігрова кар'єра
Народився 4 травня 2000 року в місті Ломас-де-Самора. Вихованець футбольної школи клубу «Банфілд». 
У сезоні 2018/19 почав залучатися до тренувань в основному складі. 1 грудня 2018 року дебютував в основному складі «Банфілда» у матчі проти «Архентінос Хуніорс». 4 березня 2019 року забив свій перший гол за клуб в матчі проти «Атлетіко Тукуман».

## Кар'єра в збірній
У травні 2019 року був викликаний до складу молодіжної збірної Аргентини до 20 років на чемпіонат світу з футболу серед команд до 20 років.

## Статистика виступів

### Статистика клубних виступів
| Сезон             | Команда           | Чемпіонат         | Чемпіонат | Чемпіонат | Національний кубок | Національний кубок | Національний кубок | Континентальні кубки | Континентальні кубки | Континентальні кубки | Інші змагання | Інші змагання | Інші змагання | Усього | Усього | Усього |
| Сезон             | Команда           | Ліга              | Ігор      | Голів     | Ліга               | Ігор               | Голів              | Ліга                 | Ігор                 | Голів                | Ліга          | Ігор          | Голів         | Ігор   | Голів  |        |
| ----------------- | ----------------- | ----------------- | --------- | --------- | ------------------ | ------------------ | ------------------ | -------------------- | -------------------- | -------------------- | ------------- | ------------- | ------------- | ------ | ------ | ------ |
| 2018–19           | «Банфілд»         | ПД                | 3         | 0         | КА                 | 0                  | 0                  |                      | -                    | -                    |               | -             | -             | 3      | 0      |        |
| Усього за кар'єру | Усього за кар'єру | Усього за кар'єру | 3         | 0         |                    | 0                  | 0                  |                      | -                    | -                    |               | -             | -             | 3      | 0      |        |

## Титули і досягнення
- Переможець Панамериканських ігор: 2019